# Misato (Shimane)
Misato (jap. 美郷町 Misato-chō) – miasto w Japonii, na wyspie Honsiu, w prefekturze Shimane. Według danych na rok 2020 miejscowość zamieszkiwało 4 355 mieszkańców , a gęstość zaludnienia wyniosła 15,4 os./km².